# Pikonema dimmockii
Pikonema dimmockii är en stekelart som först beskrevs av Cresson.  Pikonema dimmockii ingår i släktet Pikonema och familjen bladsteklar. Inga underarter finns listade i Catalogue of Life.